# Elena Pasquali Marchesi
Elena Pasquali Marchesi (Milán, 12 de marzo de 1908 - Montevideo 12 de abril de 2003) fue una escultora uruguaya de origen italiano.

## Datos biográficos
Emigrada al Uruguay, frecuentó el Círculo de Bellas Artes de Montevideo y la Escuela de Artes Plásticas de la Universidad del trabajo. 
Contrajo matrimonio con el Escribano Pascual Quagliata, de quien luego se separó y fue madre de dos hijas, María Elena y Raquel Leticia Quagliata, más tarde fue abuela de 3 nietos, Carlos, Gabriel, y María del Carmen López Quagliata.
Sus restos fueron sepultados en el Cementerio del Buceo, en Montevideo.

## Obras
Expuso su obra en varios salones obteniendo una mención y medalla de bronce, por su yeso «Gallardía».
Sus obras están representadas en el Museo Nacional de Artes Visuales.